# Норный дискоголов
Норный дискоголов (лат. Cycloramphus stejnegeri) — вид бесхвостых земноводных из семейства Cycloramphidae. Эндемик Серра-дуз-Органс на юго-востоке Бразилии. Видовое название stejnegeri дано в честь Леонарда Штейнегера, норвежско-американского герпетолога и орнитолога.

## Внешний вид и строение
Длина морды до вентиляционного отверстия взрослых самцов составляет 45—47 мм, а взрослых самок — 45—56 мм. Морда округлая или вертикально наклоненная в профиль. Пальцы не имеют перепонок и бахромы. Спина гладкая или зернистая, обычно с правильными спинными гребнями. Окраска невыразительная, спина может быть однородно окрашенной или нести шевронные отметины. На задней поверхности бедра имеются мелкие или более крупные отчетливые светлые пятна.

## Среда обитания и охрана
Cycloramphus stejnegeri встречается в лесах на относительно больших высотах; голотип был собран на высоте 1500 м над уровнем моря. Обычно его можно найти под опавшими листьями, но иногда и в норах. Яйца откладываются под опавшими листьями в норах или под бревнами; головастики ведут наземный образ жизни и живут вдали от воды.
Это редкий вид, не встречавшийся в нарушенных местообитаниях. Основные угрозы для него неизвестны. Ареал находится на территории национального парка Серра-дуз-Органс.